# Chinesische Badmintonmeisterschaft 2022
Die Chinesische Badmintonmeisterschaft 2022 fand vom 16. bis zum 29. Dezember 2022 statt.

## Finalergebnisse
| Disziplin    | Sieger                 | Finalist                 | Ergebnis          |
| ------------ | ---------------------- | ------------------------ | ----------------- |
| Herreneinzel | Wang Zhengxing         | Zhu Xuanchen             | 13-21 22-20 21-14 |
| Dameneinzel  | Han Qianqian           | Dai Wang                 | 16-21 21-14 21-5  |
| Herrendoppel | Guo Yuchen Wu Yifei    | Chen Sihang Shang Yichen | 23-21, 21-18      |
| Damendoppel  | Keng Shuliang Zhang Ch | Qiao Shijun Wang Yuyan   | 21-19 21-17i      |
| Mixed        | Chen Sihang Zhou Xinru | Zhang Hanyu Hua Xiaobei  | 21-18, 21-13      |